# Чемпіонат України з футзалу серед жінок 2017—2018
Чемпіонат України з футзалу серед жінок 2017/2018 — 24-й чемпіонат України, в якому переможцем став київський «IMS-НУХТ» під керівництвом Т. О. Шпички.

## Учасники
Порівняно з попереднім чемпіонатом команд стало більше, а саме 9. Була представлена північна, центральна, східна і західна Україна.
| - «AFC 5G» (Київ) - «AFC NRG» (Київ) - «Багіра-ДЮСШ» (м. Лиман, Донецька область) - «IMS-НУХТ» (Київ) - «Ладомир» (м. Володимир-Волинський, Волинська область) | - «Легіон» (Луцьк) - «ПЗМС» (Полтава) - «Тесла» (Харків) - «WFC Kharkiv КДЮСШ-8» (Харків) |

## Регіональний розподіл
| Регіон             | Кіл-ть команд | Команди                    |
| ------------------ | ------------- | -------------------------- |
| Київ               | 3             | AFC 5G, AFC NRG, IMS-НУХТ  |
| Волинська область  | 2             | Ладомир, Легіон            |
| Харківська область | 2             | WFC Kharkiv КДЮСШ-8, Тесла |
| Донецька область   | 1             | Багіра-ДЮСШ                |
| Полтавська область | 1             | ПЗМС                       |

## Регулярний сезон

### Група А

#### Підсумкова таблиця
| М | Команда                    |
| - | -------------------------- |
| 1 | «ПЗМС» Полтава             |
| 2 | «Тесла» Харків             |
| 3 | WFC Kharkiv КДЮСШ-8 Харків |
| 4 | «Багіра-ДЮСШ» Лиман        |

### Група Б

#### Підсумкова таблиця
| М | Команда                   |
| - | ------------------------- |
| 1 | «IMS-НУХТ» Київ           |
| 2 | «AFC 5G» Київ             |
| 3 | «Ладомир» Вол.-Волинський |
| 4 | «Легіон» Луцьк            |
| 5 | «AFC NRG» Київ            |

## Фінальний етап

### Підсумкова таблиця
| М | Команда         | І | В | Н | П | РМ    | О  |
| - | --------------- | - | - | - | - | ----- | -- |
|   | «IMS-НУХТ» Київ | 6 | 5 | 0 | 1 | 37−10 | 15 |
|   | «ПЗМС» Полтава  | 6 | 4 | 1 | 1 | 27−8  | 13 |
|   | «Тесла» Харків  | 6 | 2 | 1 | 3 | 21−24 | 7  |
| 4 | «AFC 5G» Київ   | 6 | 0 | 0 | 6 | 9−52  | 0  |